# Lucian Pye
Lucian W. Pye (chinês :白魯恂; 21 de outubro de 1921 – 5 de setembro de 2008) foi um cientista político norte-americano, sinólogo e especialista em política comparada considerado um dos principais estudiosos da China nos Estados Unidos. Educado no Carleton College e na Universidade de Yale, Pye optou por se concentrar nas características de culturas específicas na formação de teorias do desenvolvimento político da modernização de nações do Terceiro Mundo, em vez de buscar teorias universais e abrangentes como a maioria dos cientistas políticos. Como resultado, ele tornou-se considerado um dos principais praticantes contemporâneos e proponentes do conceito de cultura política e psicologia política. Pye foi professor no Instituto de Tecnologia de Massachusetts por 35 anos e atuou em várias organizações de pesquisa e políticas relacionadas à Ásia. Ele escreveu ou editou livros e serviu como conselheiro de candidatos presidenciais democratas, incluindo John F. Kennedy. Pye morreu de pneumonia aos 86 anos.

## Principais obras
- 1956. Guerrilla Communism In Malaya, Its Social And Political Meaning. Princeton: Princeton University Press.
- 1958. "The Non-Western Political Process".Journal of Politics 20.3: 468–486.
- 1962. Politics, Personality, And Nation-Building: Burma'S Search For Identity. New Haven: Yale University Press.
- 1965. Political Culture And Political Development (Co-Editor And Co-Author). Studies In Political Development, Vol. 5. Princeton: Princeton University Press.
- 1968. The Spirit Of Chinese Politics: A Psychocultural Study Of The Authority Crisis In Political Development. Cambridge, Massachusetts: Mit Press.
- 1971. Warlord Politics: Conflict And Coalition In The Modernization Of Republican China. New York: Praeger.
- 1972. With Mary W. Pye. China: An Introduction. Boston: Little & Brown.
- 1976. Mao Tse-Tung: The Man In The Leader. New York: Basic Books.
- 1981. The Dynamics Of Chinese Politics. Cambridge, Massachusetts: Oelgeschlager, Gunn & Hain.
- 1982. Chinese Commercial Negotiating Style. Cambridge, Massachusetts: Oelgeschlager, Gunn & Hain.
- 1985. With Mary W. Pye. Asian Power And Politics: The Cultural Dimensions Of Authority. Cambridge, Massachusetts: Belknap Press Of Harvard University Press.
- 1988. The Mandarin And The Cadre: China's Political Cultures. Ann Arbor: Center For Chinese Studies, University Of Michigan.
- Pye, Lucian (1996). «How China's nationalism was Shanghaied?». In:  Unger, Jonathan. Chinese nationalism. N.Y.: M. E. Sharpe. pp. 86–112